# Zenon Burzawa
Zenon Burzawa, né le 1er juillet 1961 à Gorzów Wielkopolski, est un joueur de football puis entraîneur de football polonais.
Il a terminé meilleur buteur du championnat de Pologne lors de la saison 1994 avec 22 buts.